# Daniellia alsteeniana
Daniellia alsteeniana är en ärtväxtart som beskrevs av Paul Auguste Duvigneaud. Daniellia alsteeniana ingår i släktet Daniellia, och familjen ärtväxter. Inga underarter finns listade i Catalogue of Life.